# Марчељи
Марчељи су насељено место у саставу општине Вишково у Приморско-горанској жупанији, Република Хрватска.

## Историја
До територијалне реорганизације у Хрватској налазили су се у саставу старе општине Ријека.

## Становништво
На попису становништва 2011. године, Марчељи су имали 2.148 становника.

## Попис1991.
На попису становништва 1991. године, насељено место Марчељи је имало 860 становника, следећег националног састава:
| Попис 1991.‍  | Попис 1991.‍  | Попис 1991.‍ | Попис 1991.‍ | Попис 1991.‍ |
| ------------ | ------------ | ----------- | ----------- | ----------- |
|              |              |             |             |             |
| Хрвати       | Хрвати       |             | 674         | 78,37%      |
| Срби         | Срби         |             | 87          | 10,11%      |
| Југословени  | Југословени  |             | 28          | 3,25%       |
| Словенци     | Словенци     |             | 10          | 1,16%       |
| Албанци      | Албанци      |             | 9           | 1,04%       |
| Италијани    | Италијани    |             | 5           | 0,58%       |
| Пољаци       | Пољаци       |             | 3           | 0,34%       |
| Украјинци    | Украјинци    |             | 2           | 0,23%       |
| Мађари       | Мађари       |             | 1           | 0,11%       |
| Муслимани    | Муслимани    |             | 1           | 0,11%       |
| неопредељени | неопредељени |             | 31          | 3,60%       |
| регион. опр. | регион. опр. |             | 3           | 0,34%       |
| непознато    | непознато    |             | 6           | 0,69%       |
| укупно: 860  |              |             |             |             |